# Hu Xiaotao
Hu Xiaotao (胡曉桃S, Hú XiǎotáoP; Jinzhou, 12 giugno 1981) è un'ex cestista cinese.

## Carriera
Con la Cina ha disputato i Giochi olimpici di Atene 2004.